# Le Butcherettes
Le Butcherettes je mexická hudební skupina. Založena byla v roce 2007 zpěvačkou Teri Gender Bender, ke které se později přidali další hudebníci. Své první album skupina vydala v roce 2011 a jeho producentem byl Omar Rodríguez-López, který se podílel i na dalších nahrávkách kapely. Do roku 2015 skupina vydala tři studiová alba. Rodríguez-López byl také se zpěvačkou Teri Gender Bender členem kapely Bosnian Rainbows.

## Diskografie
- Sin Sin Sin (2011)
- Cry Is for the Flies (2014)
- A Raw Youth (2015)